# Dendronephthya conica
Dendronephthya conica är en korallart som beskrevs av Henderson 1909. Dendronephthya conica ingår i släktet Dendronephthya och familjen Nephtheidae. Inga underarter finns listade i Catalogue of Life.